# Pyszkowce
Pyszkowce (ukr. Пишківці, Pyszkiwci) – wieś na Ukrainie, w obwodzie tarnopolskim, w rejonie czortkowskim. Przez wieś biegnie rzeka Olchowiec, lewy dopływ Strypy. W 2023 roku liczyła 1227 mieszkańców.

## Historia
Właścicielem wsi w 1810 był hrabia Ignacy Adam Krasicki z Siecina herbu Rogala (1767–1844), numizmatyk, który stale zamieszkiwał w Stratyniu. W latach 1858, 1859, 1860 wieś wchodziła w skład powiatu Jazłowiec w obwodzie czortkowskim, właścicielem dóbr ziemskich Pyszkowce był Zachariasz Krzysztofowicz. Przez pewien czas właścicielem dóbr Pyszkowce był Stanisław Bogdanowicz, który w 1898 po śmierci Kornela Horodyskiego starał się o mandat poselski do Rady Państwa w Wiedniu z kurii małej własności w okręgu wyborczym Buczacz – Czortków (IX kadencji).
W II Rzeczypospolitej miejscowość stanowiła początkowo samodzielną gminę jednostkową. 1 sierpnia 1934 roku w ramach reformy na podstawie ustawy scaleniowej została włączona do zbiorowej gminy wiejskiej Trybuchowce w powiecie buczackim, w województwie tarnopolskim.
W 1945 r. nacjonaliści ukraińscy z OUN-UPA zamordowali tu 6 Polaków.
Od 10 sierpnia 1991 do 2016 wieś była siedzibą rady wiejskiej. Od 2016 wchodzi w skład wiejskiego społeczeństwa z siedzibą w Trybuchowcach.
W okolicy wsi znajduje się stacja kolejowa Pyszkowce, obecnie towarowa, dawniej pasażersko-towarowa, która podlega Tarnopolskiemu zarządowi transportu kolejowego Kolei Lwowskiej.

## Ludzie
- Ilarion Łuszpynski (ur. 28 września 1884[13], zm. po 1958[14] – ksiądz greckokatolicki[15], expozyt parafii Trybuchowce we wsi.